# ディミトリオス・ゴレミス
ディミトリオス・ゴレミス（Dimitrios またはDemetrius P. Golemis, 希: Δημήτριος Γολέμης, 1874年11月15日 - 1941年1月9日）は、ギリシャの陸上競技選手である。彼は、1896年に開催されたアテネオリンピックに出場して、800メートル競走で3位となった。

## 経歴
ディミトリオス・ゴレミスは、1874年にギリシャ西岸のイオニア諸島に属するレフカダ島で生まれた。
アテネオリンピックで彼は、800メートル競走と1500メートル競走に出場した。
4月9日に行われた800メートル走で、ゴレミスは予選2組でフランスのアルバン・レムゾー に続いて2位となり、決勝レースに臨んだ。決勝ではオーストラリアのエドウィン・フラック、ハンガリーのダーニ・ナーンドルに続いて3位となった。
ゴレミスは4月7日に行われた1500メートル競走にも出場したが、5位以下に終わった。